# Harman (rivière)
Pour l’article homonyme, voir Harman.
La rivière Harman (en anglais : Harman River) est un cours d’eau de l’Île du Sud de la Nouvelle-Zélande.

## Géographie
Elle prend naissance dans la chaîne des « Browning Range » dans les Alpes du Sud et devient la rivière Arahura, qui s’écoule dans le nord de la Mer de Tasman au nord de la ville d’Hokitika.
La rivière peut être atteinte à pied en utilisant le chemin de randonnée de la vallée de la Styx ( « Styx valley track »).

## Toponymie
La rivière fut dénommée en l’honneur de R.J.S. Harman, un explorateur de Canterbury, qui découvrit le col proche de « Harman Pass » en 1865.